# StillNo1
StillNo1 ist das sechste Studioalbum der deutschen Indie-Rock-Band Slut.

## Titelliste
1. Sum It Up (2:19)
2. Come On (3:39)
3. StillNo1 (4:06)
4. If I Had a Heart (3:56)
5. Wednesday (3:28)
6. Ariel (4:45)
7. Odds and Ends (4:17)
8. Better Living (4:01)
9. Failed on You (5:33)
10. Tomorrow Will Be Mine (4:01)
11. Say Yes to Everything (6:18)

Musik: Slut. Text: Christian Neuburger. Als Singles wurden Wednesday und If I Had a Heart ausgekoppelt, allerdings ohne Charteinstieg.

### Bonustracks
Das Album erschien in einer Sonderedition mit folgenden drei Bonustiteln:
- "Work Hard and Be Nice to People" 4:20
- "Wednesday (feat. Dillon)" 3:37
- "Time To Go Home" 1:45

## Rezeption
Das Album erhielt allgemein positive Rezensionen. So vergibt etwa laut.de vier von fünf Punkten und schreibt als Fazit:

„Slut sind nicht auszurechnen. Und das ist gut so, denn mit StillNo1 haben sich die Ingolstädter derart weiterentwickelt ist, dass es eine pure Wonne ist.“

Plattentests.de bewertet das Album mit neun von zehn Punkten und lobt insbesondere die Arrangements:

„Zum Glück stehen Slut der Spaß am spielerischen Arrangement und die frische Lust am beiläufigen Zitieren ausgezeichnet. So kann es auf StillNo1 passieren, dass innerhalb von ein paar Songs Radiohead, Depeche Mode, The Divine Comedy, Sigur Rós und die Beatles auftauchen und trotzdem keine Spur von Zerrissenheit zu bemerken ist.“

Das als zweite Single ausgekoppelte Stück If I Had a Heart wird besonders gelobt und als „famos“ und „sanftmütige[r] Ohrwurm“ bezeichnet.
Das Album erreichte Platz 32 der Jahrescharts der Redakteure des Musikmagazins Visions. Darüber hinaus wählten die Leser des intro das Album auf Platz 46 der Jahrescharts.

## Trivia
Das Albumcover ist ein Bild des Künstlers Sigurd Wendland aus Münster und heißt "Deckung".